# Neverending Love
A Neverending Love című dal a svéd Roxette duó első kimásolt kislemeze a Pearls of Passion című stúdióalbumról, mely 1986. július 8-án jelent meg az EMI kiadónál. A dalt eredetileg Gessle svéd nyelven írta "Svarga glas" címen Pernilla Wahlgren számára, aki nem fogadta el a dalt, így testvére Niclas Wahlgren vette fel a dal saját változatát. Ennek a verziónak az EMI kérésére a kiadását megszakították, amikor a Roxette felvette a dal angol változatát.
A kislemezt eredetileg Svédországon kívül kívánták megjelentetni, mert a kiadó úgy gondolta, hogy ez zavarná Fredriksson szólókarrierjét. A kiadó azonban végül meggondolta magát melynek eredményeképpen a dal a svéd kislemezlistán a 3. helyig jutott. A dal később felkerült első stúdióalbumukra, melyből két videoklip változat készült. Az elsőt 1986-ban forgatták Luxemburgban, melyben Fredriksson vörös hajjal szerepel. A másik változatot 1 évvel később Svédországban rögzítették.

## Megjelenések
Minden dalt Per Gessle írt.; Kivétel a "Voices", melyet Marie Fredriksson és Per Gessle írt.
7"  Németország /  Olaszország /  Svédország EMI 1362277
1. "Neverending Love" – 3:29
2. "Neverending Love" (Love Mix) – 3:59

7", 12"  Franciaország EMI 1362567 ·  Svédország 1362486
1. "Neverending Love" – 3:29
2. "Voices" – 4:05

12"  Németország  EMI136237
1. "Neverending Love" (12" Mix) – 5:14
2. "Neverending Love" (7" Mix) – 3:18
3. "Voices" – 4:05

12"  Franciaország  EMI 1362576 
1. "Neverending Love" (Love Mix) – 3:59
2. "Neverending Love" – 3:29
3. "Neverending Love" (Extended Club Mix) – 4:31

## Slágerlista
| Slágerlista (1986)             | Legjobb helyezés |
| ------------------------------ | ---------------- |
| Svédország (Sverigetopplistan) | 3                |